# Clément Alteresco
Clément Alteresco est un chef d'entreprise, fondateur et dirigeant de Morning, entreprise française spécialisée dans les espaces de travail et l'aménagement de bureaux. 

## Biographie
Clément Alteresco fait ses études à Paris Dauphine-PSL où il obtient un DESS en technologie et innovation en 2003. La même année, il rencontre Stéphane Distinguin et rejoint dès sa création Fabernovel, entreprise de conseil en innovation. Au sein de Fabernovel, Clément co-crée la plateforme de billetterie en ligne Digitick (rebaptisée See Tickets), rachetée par Vivendi en 2011.

## Création de Morning
En 2008, il s'installe à San Francisco où il lance Parisoma, son premier espace de coworking et l'un des premiers de la Silicon Valley. En 2012, de retour en France, il excube[Quoi ?] Bureaux À Partager ("BAP", devenu Ubiq), plateforme de mise en relation entre les entreprises qui souhaitent louer leur surplus de locaux, et les entreprises en recherche d'espaces de travail.
En 2014, il fonde Morning, entreprise spécialisée dans les espaces de travail, l'aménagement de bureaux et l'événementiel d'entreprise.

## Autres activités
En 2024, Clément Alteresco co-fonde la Climate House, avec Lucie Basch, Jack Habra et Claire Bretton, un espace dédié à la transition des entreprises,.
Clément Alteresco est business angel auprès d'entreprises oeuvrant pour la transition, ou des entreprises technologiques.